# 人民民主大会
人民民主大会（土耳其語：Halkların Demokratik Kongresi，缩写为HDK）是土耳其的一个左翼政党联盟。该党成立于2011年10月15日。该联盟的意识形态是民主社会主义、反资本主义、世俗主义。该联盟的发言人是Ertuğrul Kürkçü，女性发言人是Sebahat Tuncel。
人民民主大会的创始成员包括：革命社会主义工人党、劳动党、被压迫者社会党、社会主义民主党、社会主义重建党、绿党和左翼未来党、和平与民主党（后改组为民主地区党，该党是人民民主大会中最重要的成员），以及一些极左翼派别、女权主义团体、LGBT团体、工会和少数民族、教派权益组织。
2012年8月12日，在人民民主大会的基础上组建了人民民主党。